# Німрод (судно)
Німрод (англ. Nimrod) — британський корабель, який полярний дослідник Ернест Шеклтон використовував у своїй Британській антарктичній експедиції або Експедиції «Німрода» на Південний полюс у 1907—1909 роках.

## Характеристики судна
Судно було побудовано в 1867 році на верфі британської суднобудівної компанії «Александер Стефен і сини» в Данді, назване на честь міфічного царя Німрода і служило в Ньюфаундленді. Це була 41-річна шхуна масою 334 реєстрові тонни, яка раніше використовувалася для полювання на тюленів та китів. Шеклтон, який заплатив 5000 фунтів стерлінгів за корабель, переобладнав його під баркентину. Судно також мало допоміжний паровий двигун, але мало максимальну швидкість всього шість вузлів при наявній потужності.

## Історія плавання
Корабель був настільки перевантажений припасами для експедиції, що не міг везти достатню кількість вугілля, необхідну для його плавання під час експедиції (прохід з Нової Зеландії до берегів Антарктиди, потреби членів команди в паливі під час виконання самої експедиції та повернення судна назад до берегів Нової Зеландії). Для економії вугілля, Шеклтону довелося організувати буксирування корабля від берегів Нової Зеландії до краю антарктичного пакового льоду за допомогою пароплава бродяги під назвою «Куня».
Уряд Нової Зеландії заплатив половину вартості буксирування; Іншу половину заплатив сер Джеймс Міллс, голова «Union Steamship Company». Під час буксирування Німрода, Кунею командував капітан Фредерік Прайс Еванс.
Капітаном Німрода спочатку був Руперт Інгланд, але Шеклтон був незадоволений його діями і замінив його Фредеріком Прайсом Евансом, який командував кораблем під час плавання у 1909 році.

## Подальша історія судна
Після завершення експедиції, Шеклтона продав Німрод до Великої Британії.
Сумна доля спіткала Німрод через 10 років після його повернення з Антарктики; він був розбитий вщент у Північному морі, після того, як 31 січня 1919 сів на мілину на Барбер-Сендс біля узбережжя Норфолку. З його 12 членів екіпажу вижили лише двоє.
На честь корабля названо ряд географічних об'єктів Антарктиди, в тому числі і льодовик Німрод.